# Polyrhachis paracamponota
Polyrhachis paracamponota é uma espécie de formiga do gênero Polyrhachis, pertencente à subfamília Formicinae.